# Гленк, Карл Христиан Фридрих
Карл Христиан Фридрих Гленк (нем. Carl Christian Friedrich Glenck; 13 апреля 1779, Швебиш-Халль — 21 ноября 1845, Гота) — немецкий геолог и предприниматель.

## Биография
Окончил Карлсшуле в Штутгарте. С 1791 год изучал юриспруденцию, геологию и минералогию в Эрлангене, в 1799—1800 годы посещал горную академию в Фрайберге. Затем был постоянным спутником и личным секретарём князя Фридриха Людвига Гогенлоэ-Ингельфингена, пехотного генерала и губернатора Силезии.
В 1803—1806 годы служил в управлении юстиции и пенсионного обеспечения княжества Гогенлоэ в Нидернхалле; в его обязанности входило также управление солепроизводством в Нидернхалле и Вайсбахе.
Зарабатывая на жизнь в юриспруденции, он занялся также геологическими исследованиями, и в 1812 году открыл гипсовое месторождение Марбах в Вюртемберге и организовал его разработку. В 1817 году возглавил солепроизводство в Вайсбахе, перешедшее во владение частной компании. Здесь же оказались успешными его попытки бурения на каменную соль. В 1819 году в Вимпфене-на-Неккаре построил Saline Ludwigshall, «первенца своей системы», начав тем самым новую эпоху солепроизводства. Кроме того, он арендовал два небольших соляных завода в Линденау и в Бюдингене.
Его буровые изыскания в княжестве Ройс (в Богемии, позже были прекращены), в королевстве Саксония (прерваны событиями 1830 года) и в Швейцарии, которые проводились как по поручению краевых властей, так и за свой счёт, были успешными. Всего им были заложены 56 скважин, в том числе глубиной 300—400 м; внедрены несколько изобретений, направленных на улучшение тогдашней примитивной техники бурения (одно из них носит его имя — «ловушка Гленка»).
В 1828 году переехал в Готу. В том же году основал Saline Ernsthall в Буфлебене, в 1829 — Saline Louisenhall в Штоттерхайме (в герцогстве Саксен-Веймар), после 1831 — Saline Henrichshall в Кёстрице. После многолетних дорогостоящих (2 миллиона франков) изысканий в 1837 году открыл месторождение каменной соли в Rothaus (кантон Базель-Ланд), где был построен Saline Schweizerhalle — соляной завод, считавшийся самым крупным в Швейцарии и избавивший страну от импорта соли.

### Семья
Отец — Иоганн Георг Гленк (нем. Johann Georg Glenck [Glenk]; 1751—1802), директор солепроизводства в Швебиш-Халле, горный советник; сын Иоганна Кристофа Гленка (нем. Johann Christoph Glenck), булочника, бухгалтера в Швебиш-Халле, и Барбары Глок (нем. Barbara Glock), дочери пекаря.
Мать — Элизабет (урожд. Майер; нем. Elisabetha Magdalena Mayer; 24.7.1754, Купферцелль — 30.4.1822, Гейдельберг), дочь пастора Г. Г. Майера (нем. Georg Hartmann Mayer, 1719—1798) и Анны Шарлотты Хиршман (нем. Anna Charlotte Hirschmann); с апреля 1818 замужем за К. Х. Лангсдорфом (1757—1834), физиком и математиком.
Жена (с 1803) — Шарлотта Элеонора Мария (нем. Charlotte Eleonore Maria, 1782 — ?), дочь Георга Кристофа Бургера (нем. Georg Christoph Burger), пастора в Оберштайнахе, и Марии Магдалены Фюрер (нем. Maria Magdalena Fürer).
12 детей (5 умерли рано), в числе которых:
- Георг (нем. Georg), директор солепроизводства в Хайнрихсхалле и Эрнстхалле;
- Август (нем. August, 1812 — ?), директор солепроизводства в Хайнрихсхалле;
- Отто (нем. Otto Freiherr von Glenck, 1821—1891), генеральный директор солепроизводства в Швайцерхалле.

Правнук — Герман (нем. Hermann Freiherr von Glenk; 1883—1952), композитор.